# Alipay
Alipay (tiếng Trung: 支付宝) là một nền tảng thanh toán trực tuyến của bên thứ ba, được thành lập tại Hàng Châu, Trung Quốc vào tháng 12 năm 2004 bởi thương nhân Jack Ma từ tập đoàn Alibaba. Vào năm 2015, Alipay chuyển trụ sở chính sang Phố Đông, Thượng Hải, công ty mẹ Ant Financial của nó vẫn giữ trụ sở tại Hàng Châu.
Alipay đã vượt PayPal để trở thành nền tảng thanh toán di động lớn nhất thế giới năm 2013. Tính đến cuối tháng 3 năm 2018, lượng người dùng Alipay đạt 870 triệu. Đây là dịch vụ thanh toán di động số một thế giới và là dịch vụ thanh toán lớn thứ hai toàn cầu. Theo thống kê của quý IV năm 2017, Alipay có 54,26% thị phần của bên thứ ba tại Trung Quốc đại lục, và vẫn tiếp tục phát triển.

## Lịch sử
Năm 2003, Taobao ra mắt dịch vụ đầu tiên của Alipay. PBOC, ngân hàng trung ương của Trung Quốc, đã cấp phép cho các nhà thanh toán bên thứ ba vào tháng 6 năm 2010. Vì điều này, Alipay, chiếm một nửa thị trường thanh toán của Trung Quốc.
Năm 2013, Alipay ra mắt một nền tảng tài chính có tên Yu'ebao.
Vào năm 2015, công ty mẹ của Alipay đã được đổi tên thành Ant Financial Services Group.
Năm 2017, Alipay công bố dịch vụ thanh toán bằng nhận dạng khuôn mặt của họ.

## Dịch vụ

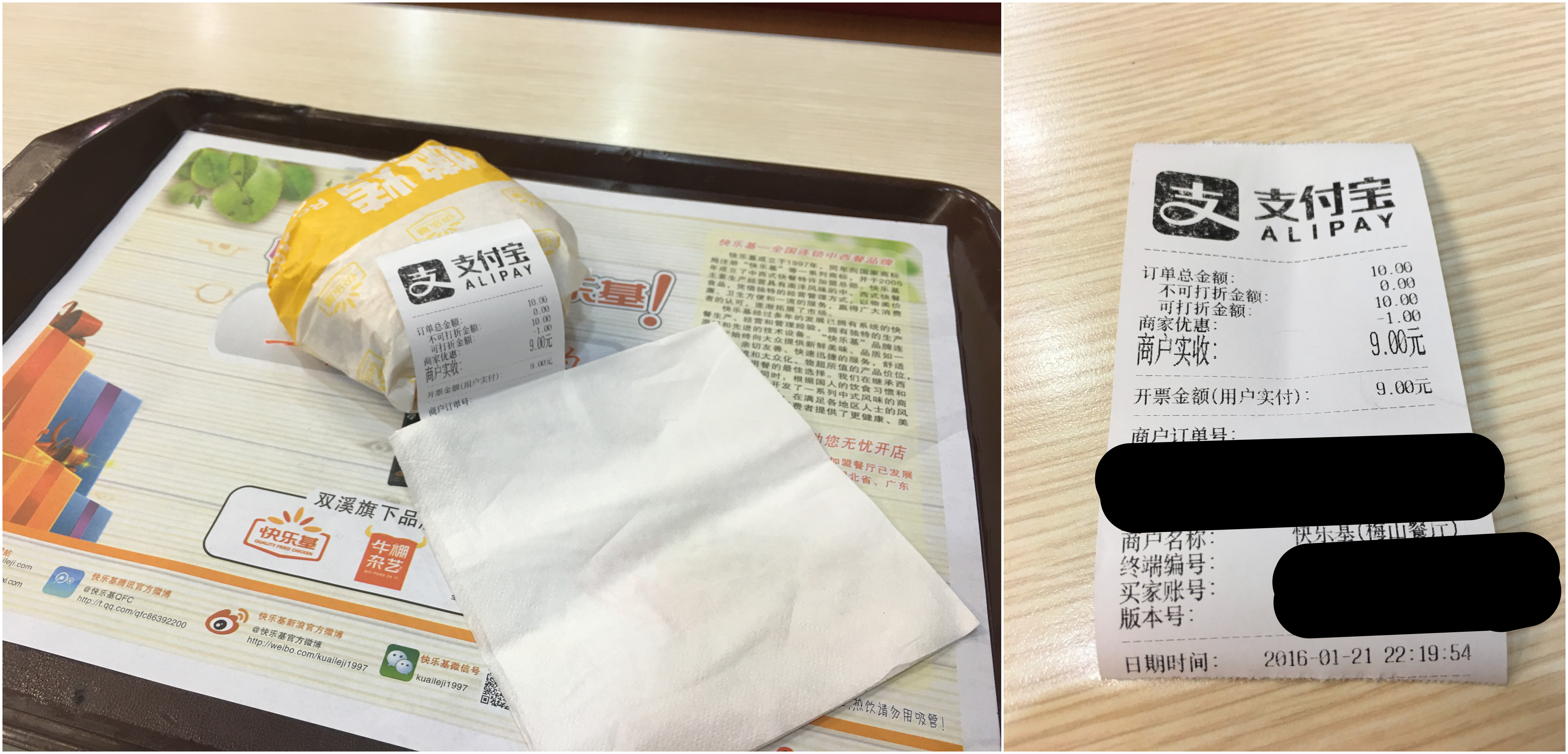
Đặt thức ăn nhờ Alipay ở Trung Quốc đại lục

Alipay hoạt động với hơn 65 tổ chức tài chính gồm Visa và MasterCard để cung cấp dịch vụ thanh toán cho Taobao và Tmall và cho hơn 460.000 doanh nghiệp địa phương Trung Quốc.
Alipay Wallet là ứng dụng trên điện thoại thông minh của Aliplay. Mã QR được sử dụng để thanh toán cho Alipay tại các cửa hàng địa phương. Ứng dụng Alipay cũng cung cấp các tính năng như thanh toán hóa đơn thẻ tín dụng, quản lý tài khoản ngân hàng, nạp tiền điện thoại, mua vé xe buýt và tàu hỏa, đặt thức ăn, thuê xe, chọn bảo hiểm và lưu trữ tài liệu. Alipay cũng cho phép thanh toán qua các trang web tại Trung Quốc như Taobao và Tmall.
Ứng dụng Alipay cho phép người dùng thêm các dịch vụ được cung cấp từ nhiều công ty để tạo trải nghiệm mang tính cá nhân hơn.
Vào ngày 15 tháng 1 năm 2009, Alipay cho ra dịch vụ thanh toán bằng Thẻ tín dụng, chấp nhận 39 thẻ tín dụng do ngân hàng trong nước cấp. Đây là dịch vụ thanh toán phổ biến nhất của bên thứ ba. Những lợi thế chính của nó là kiểm tra hóa đơn thẻ tín dụng, thanh toán không mất phí hành chính, trả nợ tự động, nhắc nhở thanh toán và khác. Trong quý đầu của năm 2014, 76% thẻ tín dụng đã được trả bằng Alipay Wallet.
Từ tháng 12 năm 2013, một số công ty sở hữu các cửa hàng tiện lợi, bao gồm Meiyijia, Hongqi Chain, Qishiduo C-STORE và 7-Eleven, đã liên tục hỗ trợ cho thanh toán Alipay; vào tháng 12 cùng năm, các tài xế taxi tại Bắc Kinh bắt đầu chấp nhận trả tiền vé. Wanda Cinema, Joy City, Vương Phủ Tỉnh và các công ty bán lẻ lớn khác cũng như các rạp chiếu phim, các công ty chuyên về dịch vụ ăn uống đã cho quyền truy cập vào Alipay.
Từ ngày 26 tháng 3 năm 2019, phí dịch vụ được tính cho việc thanh toán thẻ tín dụng Alipay. Khách hàng chỉ trả tiền thanh toán vượt quá 2.000 nhân dân tệ ở mức 0,1%.

## Mở rộng sang quốc tế
Hơn 300 thương nhân trên toàn thế giới sử dụng Alipay để thanh toán trực tiếp cho người tiêu dùng tại Trung Quốc. Nó hiện hỗ trợ giao dịch bằng 18 ngoại tệ chính.
Kể từ khi ra mắt Alipay tại Trung Quốc đại lục, Ant Financial đã mở rộng dịch vụ sang các quốc gia khác.

### Châu Á

#### Hồng Kông
Năm 2017, Ant Financial mở rộng dịch vụ sang Hồng Kông. Công ty ra mắt Alipay Payment Services (HK) Ltd. và thương hiệu "AlipayHK" dưới hình thức liên doanh với CK Hutchison. Công ty ra mắt một ứng dụng cung cấp các tính năng như thanh toán bằng điện thoại di động. Tất cả giao dịch được thanh toán bằng đô la Hồng Kông thay cho nhân dân tệ. Dịch vụ này hiện có ở các chuỗi cửa hàng lớn như McDonald, 7-Eleven và Circle K..

#### Singapore
Năm 2017, Ant Financial hợp tác với CC Financial, một công ty khởi nghiệp tại Singapore, để mở rộng nền tảng của họ cho người dùng ngân hàng Singapore.

#### Nhật Bản
Alipay vào Nhật Bản năm 2015. Ant Financial hy vọng rằng mạng lưới của họ ở đây có thể giúp các du khách Trung Quốc tham quan Nhật Bản.

#### Bangladesh
Năm 2018, Alipay đã mua 20% cổ phần của nhà cung cấp dịch vụ tài chính ở Bangladesh là bKash Limited.

### Bắc Mỹ

#### Hoa Kỳ
Ant Financial đã hợp tác với First Data vào năm 2017, cho phép dịch vụ của Alipay được sử dụng tại các điểm bán lẻ ở Hoa Kỳ.

#### Canada
Năm 2017, Alipay hợp tác với SnapPay để cho phép các nhà bán lẻ Canada chấp nhận tiền Trung Quốc cho người mua hàng Trung Quốc. Hiện tại có 800 thương nhân ở Canada hỗ trợ Alipay tại các trung tâm thương mại. Air Canada bắt đầu cho giao dịch bằng Alipay để đặt các chuyến bay từ Canada và Hoa Kỳ vào tháng 8 năm 2018.

### Châu Âu

#### Vương quốc Anh
Alipay hợp tác với Barclaycard tại Vương quốc Anh, nhằm đưa Alipay đến các nhà bán lẻ Anh.

#### Na Uy
Alipay bắt đầu hợp tác với Vipps ở Na Uy. Ba mươi cửa hàng tại thành phố Bergen đã sẵn sàng tiếp nhận khách hàng Alipay vào tháng 1 năm 2019.

### Ý
Alipay bắt đầu hợp tác với UniCredit, SIA và Banca Sella Group để cho phép thanh toán ứng dụng trực tuyến tại các cửa hàng ở Ý.

## Số lượng người dùng
| Thời gian            | Số lượng  | Nguồn  |
| -------------------- | --------- | ------ |
| 1 tháng 9 năm 2007   | 50 triệu  | [ 37 ] |
| 2007                 | 60 triệu  | [ 38 ] |
| Tháng 5 năm 2008     | 80 triệu  | [ 38 ] |
| 31 tháng 8 năm 2008  | 100 triệu | [ 38 ] |
| 6 tháng 7 năm 2009   | 200 triệu | [ 39 ] |
| 14 tháng 3 năm 2010  | 300 triệu | [ 37 ] |
| 31 tháng 3 năm 2018  | 870 triệu | [ 40 ] |
| 28 tháng 11 năm 2018 | 900 triệu | [ 41 ] |
| 9 tháng 1 năm 2019   | 1 tỷ      | [ 42 ] |

## Bảo mật
Alipay có nhiều cơ chế bảo mật để đảm bảo an toàn cho tài khoản người dùng. Tài khoản Alipay yêu cầu người dùng thiết lập mật khẩu đăng nhập và mật khẩu thanh toán phải khác nhau. Người dùng chỉ nhập được mật khẩu đăng nhập tối đa năm lần và mật khẩu thanh toán tối đa ba lần. Để lấy lại tài khoản, người dùng cần liên hệ đến Alipay. Người dùng cần cài đặt chứng chỉ kỹ thuật số, để mã hóa thông tin được gửi qua mạng, ngăn chặn các tin tặc đánh cắp mật khẩu, từ đó tăng cường bảo mật cho giao dịch trực tuyến.

## So sánh với các hệ thống thanh toán khác
Alipay gần giống với Ingenico, Apple Pay, WeChat Pay và PayPal vì nó bao trùm lên các phương thức thanh toán. Người dùng nhận được thông báo ngay tức thì khi giao dịch, nhưng điểm khác biệt chính giữa Alipay và các hệ thống thanh toán tức thời (như Venmo hoặc Zelle) là việc chuyển tiền cho người dùng không phải ngay lập tức. Thời gian thanh toán tùy thuộc vào phương thức thanh toán khách hàng lựa chọn, đối với hệ thống thanh toán tức thời, tiền được chuyển chỉ trong vòng vài giây hoặc vài phút.